# Sainte-Radégonde
Sainte-Radégonde là một xã, tọa lạc ở tỉnh Vienne trong vùng Nouvelle-Aquitaine, Pháp. Xã này có diện tích 13,18 kilômét vuông, dân số năm 2006 là 13,18 người. Xã nằm ở khu vực có độ cao trung bình 210 m trên mực nước biển. 

## Hành chính
| Danh sách các xã trưởng |               |                |      |         |
| Giai đoạn               | Giai đoạn     | Tên            | Đảng | Tư cách |
| mars 2001               | réélu en 2008 | Claude Foucher |      |         |

## Biến động dân số
| Năm | 1962 | 1968 | 1975 | 1982 | 1990 | 1999 | 2006 |
| --- | ---- | ---- | ---- | ---- | ---- | ---- | ---- |
| Dân số | 200  | 229  | 195  | 184  | 168  | 163  | 146  |
| From the year 1962 on: No double counting—residents of multiple communes (e.g. students and military personnel) are counted only once. |      |      |      |      |      |      |      |